# Ксеркс (сын Кавада I)
Ксеркс — сасанидский принц VI в., сын царя Кавада I.
Участвовал в Иберийской войне. В 528 г. в битве при Танурисе победил восточноримскую армию под руководством Велизария. Однако из-за высоких потерь, включая 500 бессмертных, царевич попал у царя в опалу.